# گوئیدو بارجلینی
گوئیدو بارجلینی(به ایتالیایی: Guido Bargellini) (۱۸۷۹–۱۹۶۳) شیمی‌دان اهل ایتالیا بود. واکنش بارجلینی در شیمی آلی به افتخار وی نامگذاری شده است.